# 莱茵报
莱茵报（德語：The Rheinische Zeitung）是一份19世纪的德国报纸，知名于曾由卡尔·马克思参与编辑。该报纸于1842年1月开办，由于普鲁士国家审查而在1843年3月停办。该报最终被卡尔·马克思在1848年6月代表共产主义同盟创建的新莱茵报所取代。

## 刊物历史

### 创刊背景
在很长一段时间里，德国的莱茵兰地区最重要的市镇中心曾是科隆。在19世纪30年代，城市里的天主教政治反对派们曾创办过一份《科隆报》（Kölnische Zeitung）用以发声，而柏林的普魯士政府信奉新教，他们把这份报纸和他的八千多个读者都视为卧榻边的眼中钉肉中刺，便积极观察其他新创刊的报纸，打算削弱《科隆报》在这一地区的支配地位。
科隆有许多报纸创刊面世，但强势的《科隆报》在他们立足未稳之际将其纷纷买断，消灭了几乎所有竞争者。其中有一份叫《莱茵总报》（Rheinische Allgemeine Zeitung）的报纸，创刊于1839年12月，此刊在市场上挣扎了两年，但最终没能争得一席之地，眼见面临消亡。当这份报纸颓势尽显，似乎不日就要破产时，格奥尔·荣格和摩西·赫斯说服了莱茵兰一批领头的自由派富翁，让他们建立公司收购了这份报纸，这些人包括戈特弗里德·坎普豪森（Gottfried Ludolf Camphausen）、古斯塔夫·梅菲森（Gustav von Mevissen）和达戈倍特·奥本海默（Dagobert Oppenheim）。之后股东们把报纸的次级标题改成了“为政治、商贸和工业”（"For politics, Commerce and Industry"），他们尝试邀请弗里德里希·李斯特做编辑，但被其以健康原因拒绝，最终编辑工作交由古斯塔夫·霍夫肯（Gustav Höfken）承担，而摩西·赫斯本人任审校编辑。
在报社濒临破产的最后关头，这一群科隆的乡贤士绅决定筹集工作资金，重建这份报纸。这份新版的《莱茵总报》后来就被称作《莱茵报》（Rheinische Zeitung）。

### 创刊
1842年1月，《莱茵报》创刊，摩西·赫斯作为一名编辑亲自参与。报纸起初采取保皇派态度支持政府，但由于许多莱茵兰人反对柏林的普魯士政府，认为其统治是彻底的暴政，为了更好地迎合的民粹情绪，《莱茵报》的政治路线很快发生转变。
虽然卡尔·马克思在《莱茵报》创刊时生活在波恩，

## 延伸阅读
- 卡尔·马克思
- 新莱茵报

## 脚注
1. ↑  .   [2021-10-31]. （原始内容存档于2022-06-17） （英语）.
2. ↑  Franz Mehring, Karl Marx: The Story of His Life. Edward Fitzgerald, trans. London: George Allen and Unwin, 1936; pg. 34.
3. ↑  Mehring, Karl Marx, pp. 34-35.
4. 1 2 3  Mehring, Karl Marx, pg. 35.
5. ↑  Mclellan, David.  Fourth. Palgrave Macmillan. 1981: 38–39.
6. ↑  Mehring, Karl Marx, pg. 35.
7. ↑  David Fernbach, "Introduction" to Karl Marx, The Revolutions of 1848: Political Writings, Volume 1. New York: Random House, 1973; pg. 12.
8. ↑  translated, Moses Hess; Avineri, edited with an introduction by Shlomo. . Cambridge: Cambridge University Press. 2004: xi–xii. ISBN 0521383471.
9. ↑  Mehring, Karl Marx, pp. 34-35.